# Pommritz

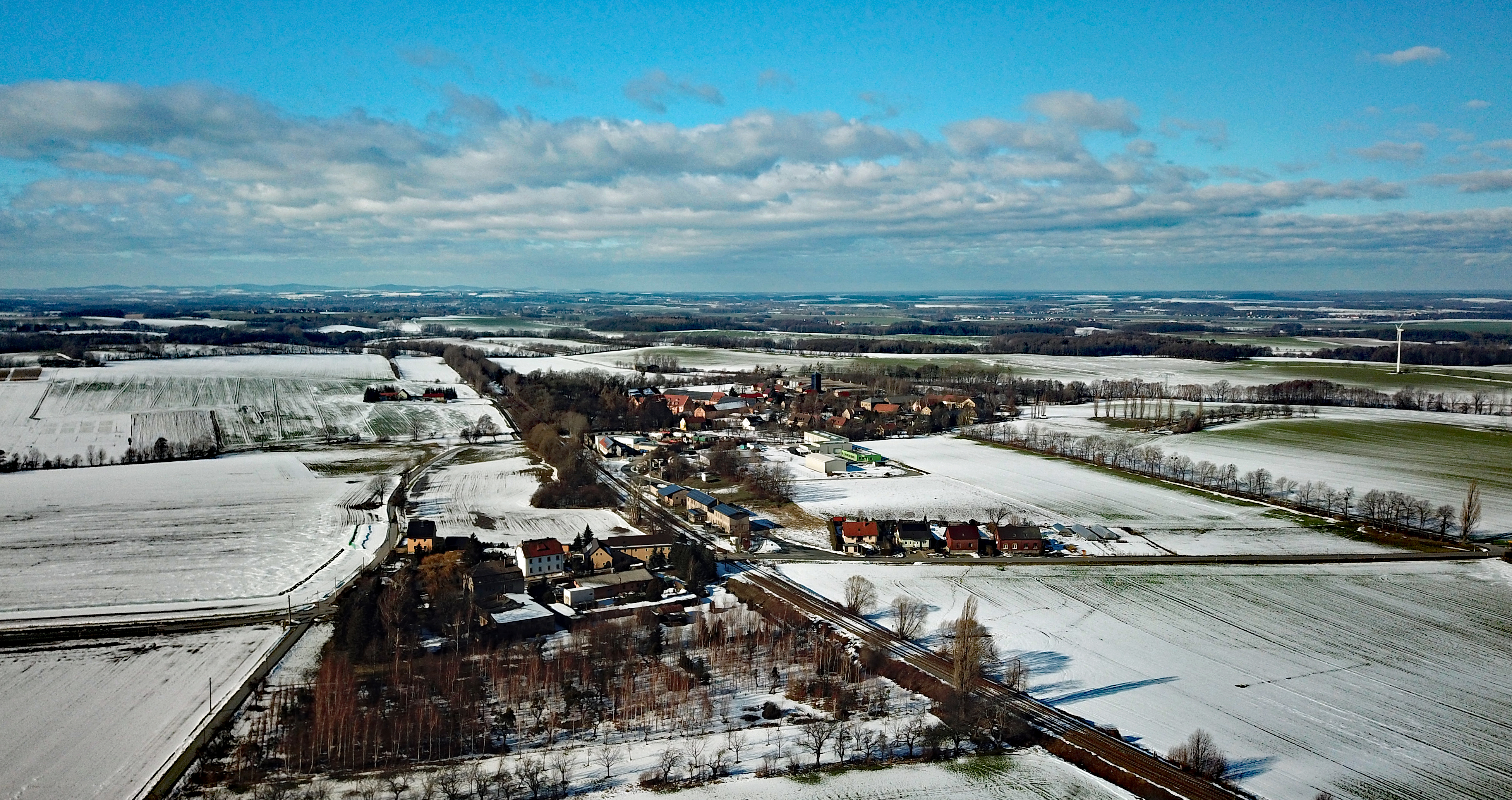
Luftbild

Pommritz, obersorbisch Pomorcyⓘ, ist ein Dorf im Südosten des sächsischen Landkreises Bautzen. Es zählt zum offiziellen sorbischen Siedlungsgebiet in der Oberlausitz und gehört seit 1993 zur Gemeinde Hochkirch.

## Geographie
Pommritz liegt zehn Kilometer östlich von Bautzen und elf Kilometer nordwestlich von Löbau im Vorland des Lausitzer Berglandes zwischen 230 m und 240 m ü. NN. Die Umgebung ist hügelig und wird landwirtschaftlich genutzt. Der Horken südwestlich des Ortes erhebt sich auf 267 m.
Der Ort ist eine erweiterte Gutssiedlung. Der Gutshof befindet sich im Westen von Pommritz.
Pommritz hat ein gemäßigtes Klima. Die durchschnittliche Jahrestemperatur beträgt 10,0 °C. Der kälteste Monat ist Januar (0,5 °C), der wärmste Juli (19,4 °C). Die durchschnittliche jährliche Niederschlagsmenge liegt bei 619 mm. Der meiste Niederschlag fällt im August mit durchschnittlich 82 mm, der geringste im April mit durchschnittlich 30 mm.

## Geschichte
Pommritz wurde erstmals 1359 als Pomyrwicz erwähnt. Seit 1653 ist ein Rittergut im Ort nachgewiesen; zeitweise sogar zwei (Ober- und Niederpommritz). Die heutige Namensform tauchte 1791 zum ersten Mal auf.
1846 wurde der Bahnhof Pommritz an der Strecke von Bautzen nach Görlitz eröffnet. Damit wurde auch die Ortsentwicklung beschleunigt. In den 1860er Jahren wurde die landwirtschaftliche Versuchsstation der Oberlausitz von Weidlitz nach Pommritz verlegt (Rittergut Pommritz), zu deren Leitern in der Folgezeit Eduard Heiden, Gustav Loges und Georg Derlitzki gehörten. Sie wird bis heute vom Freistaat Sachsen betrieben. Der Hauptteil des ehemaligen Ritterguts entwickelte sich seit 1993 zu einem Reallabor für zukunftsfähige Lebens- und Wirtschaftsweisen, welches verschiedene Etappen durchlief und heute von dem Bildungsunternehmen WBS Group und verschiedenen Vereinen betrieben wird. Mehr dazu siehe unter Rittergut Pommritz.
Bis 1993 bildete der Ort eine eigenständige Landgemeinde mit den Ortsteilen Wawitz (seit 1936) und Rodewitz (seit 1965). Danach wurden die Gemeinden Plotzen und Pommritz mit der Gemeinde Hochkirch vereinigt.

## Bevölkerung
Bis in die 1920er Jahre verzeichnete Pommritz stetig steigende Einwohnerzahlen, von 141 Einwohnern im Jahr 1834 über 179 Einwohner im Jahr 1890 bis 253 Einwohner im Jahr 1925. Durch Eingemeindungen und die Aufnahme von Flüchtlingen und Vertriebenen nach dem Zweiten Weltkrieg stieg die Zahl auf zeitweise 552 an, ging seitdem jedoch wieder zurück. Die Bevölkerungsdaten von 1990 geben für Pommritz einschließlich des eingemeindeten Rodewitz 548 Einwohner an. Seit 1993 wird Pommritz wieder getrennt gezählt. Die Einwohnerzahl bewegt sich seit dem mit rund 210 wieder auf demselben Niveau wie 100 Jahre zuvor.
Für seine Statistik über die sorbische Bevölkerung in der Oberlausitz ermittelte Arnošt Muka in den 1880er Jahren eine Bevölkerungszahl von 177 Einwohnern; davon waren 145 Sorben (82 %) und 32 Deutsche. Bis zum Jahr 1956 war der Anteil der Sorbischsprecher bedingt auch durch den Zuzug von Deutschsprachigen auf 21,3 % gesunken. Wie überall im evangelischen Teil des Siedlungsgebiets ist der Anteil der Sorbischsprachigen seitdem weiter stark gesunken.

### Religion
Die letzten Angaben zur Religionszugehörigkeit stammen von 1925. Damals waren 247 von 253 Einwohnern evangelisch-lutherisch (98 %). Der Ort ist nach Hochkirch gepfarrt.

## Wirtschaft und Infrastruktur
1993 bis 2014 betrieb auf dem Pommritzer Gutshof der Verein „Neue Lebensformen“ e. V. das auf eine Idee von Rudolf Bahro zurückgehende LebensGut.

### Verkehr
Der Ort liegt an der Staatsstraße 110 (Hochkirch–Baruth). Pommritz verfügt zudem über einen Haltepunkt an der Bahnstrecke Görlitz–Dresden, der von Regionalzügen der Länderbahn („Trilex“) bedient wird.